# Vijeće ministara Bosne i Hercegovine
Vijeće ministara Bosne i Hercegovine organ je izvršne vlasti u toj državi.
Vijeće se sastoji od deset članova: devet ministara i predsjedavajućeg (premijera).

## Sastav
- Predsjedateljica: Borjana Krišto, HDZ BiH

- Ministar vanjske trgovine i ekonomskih odnosa: Staša Košarac, SNSD
- Ministar trezora i financija: Srđan Amidžić,  SNSD
- Ministrica civilnih poslova: Dubravka Bošnjak, HDZ BiH
- Ministar pravosuđa: Davor Bunoza, HDZ BiH
- Ministar vanjskih poslova: Elmedin Konaković, NiP
- Ministar komunikacija i prometa: Edin Forto, NS
- Ministar ljudskih prava i izbjeglica: Sevlid Hurtić, BH Zeleni
- Ministar sigurnosti: Nenad Nešić, DNS
- Ministar obrane: Zukan Helez, SDP BiH